# 이 (연극)
《이(爾)》는 대한민국의 연극이다. 2000년 초연되어 한극연극협회 올해의 연극상, 희곡상, 연기상등 많은 상을 수상했다. 작품성과 흥행성을 모두 인정받아 많은 사랑을 받아왔고, 이준익 감독이 《왕의 남자》라는 제목으로 영화화했다.
조선왕조실록 연산군일기에 공길이라는 배우의 이름이 나오는데, 여기에 영감을 얻어 만들었다.

優人孔吉, 作老儒戲曰: “殿下爲堯、舜之君, 我爲皋陶之臣。 堯、舜不常有, 皋陶常得存。” 又誦《論語》曰: “君君臣臣父父子子。 君不君臣不臣, 雖有粟, 吾得而食諸?” 王以語涉不敬, 杖流遐方。
배우 공길이 늙은 선비 장난을 하며 아뢰기를 “전하는 요·순과 같은 임금이고 저는 고요(皋陶)와 같은 신하입니다. 요·순은 항상 있지 아니하나 고요는 항상 존재합니다.” 또 논어를 외워 말하기를 “임금은 임금다워야 하고, 신하는 신하다워야 하고, 아비는 아비다워야 하고, 아들은 아들다워야 한다. 임금이 임금답지 못하고 신하가 신하답지 못하면 곡식이 있더라도 어찌 먹을 수 있으랴?” 왕이 이를 불경에 가깝다 여겨 곤장을 치고 멀리 유배하였다.

‘이(爾)’는 조선시대 왕의 신하를 높여부를 때 사용하던 호칭이다. 연극의 제목은 극중에 공길이 천한 광대 출신에서 벼슬을 얻어 임금에게서 ‘이’라는 호칭을 듣게 된 것을 뜻한다.